# Walter Fischer (Jurist)
Walter Fischer (* 17. Juli 1890 in Mannheim; † 4. April 1961 in Ulm) war ein deutscher Richter.

## Leben
Nach dem Abitur in Mannheim studierte er ab dem WS 1909/10 an der Rheinischen Friedrich-Wilhelms-Universität Bonn Rechtswissenschaft.
Am 12. Juli 1910 wurde er im Corps Rhenania Bonn recipiert. Er wurde im Sommersemester 1911 beurlaubt und am 16. November 1911 inaktiviert. Vorübergehend an der Albert-Ludwigs-Universität Freiburg, bestand er 1913 in Bonn das Referendarexamen. Den Vorbereitungsdienst leistete er in Bad Ems, Spandau, Berlin, Wiesbaden, Breslau und wieder Berlin. Als Freiwilliger im Husaren-Regiment „König Wilhelm I.“ (1. Rheinisches) Nr. 7 nahm er am Ersten Weltkrieg teil. Er war Kraftradfahrer in der Kraftradfahrabteilung 2. Als Unteroffizier bei der Feldfliegerabteilung 34 erlitt er eine Verwundung. 1915 kam er als Referendar an ein Kriegsgericht in Berlin. Seit dem Herbst 1922 Assessor, kam er 1923 nach Wiesbaden und 1925 nach Berlin. Dort war er 1926 Hilfsarbeiter bei der Preußischen Staatsbank (der ehemaligen Seehandlungsgesellschaft). 
Er bewarb sich um Richterstellen und wurde im August 1926 Amtsgerichtsrat in Solingen. Im selben Jahr heiratete er Margit Conitz aus Berlin. Gottfried Kuhnt spielte den Vater des Bräutigams und hielt für die Familie Fischer die Tischrede auf die Braut. 1930 wurde Fischer in Bonn zum Dr. iur. promoviert. Nach der Geburt eines Sohnes und einer Tochter wurde die Ehe 1932 geschieden. Deshalb erbat Fischer 1933 die Versetzung nach Frankfurt am Main. Aus der später geschlossenen zweiten Ehe entsprang eine Tochter.
Er wechselte in die Militärgerichtsbarkeit und kam 1937 nach München und Berlin. Im Zweiten Weltkrieg war er Oberkriegsgerichtsrat am Reichskriegsgericht. Dort wurde er zum Oberstkriegsgerichtsrat (1942) und zum Generalrichter befördert. Er erhielt das Kriegsverdienstkreuz 1. Klasse und den KO. Nach dem Krieg war er in Bad Cannstatt kurzzeitig interniert. 1946 fand er eine Anstellung im Justizdienst von Württemberg-Hohenzollern, 1951 als Amtsgerichtsrat in Geislingen an der Steige und Anfang 1953 als Landgerichtsrat am Landgericht Stuttgart. Ende 1953 als Generalrichter a. D. pensioniert, verlebte er den Ruhestand in Heidelberg, Garmisch-Partenkirchen, Freiburg, Münster, Stuttgart und (ab 1960) in Baden-Baden. Nach zwei Operationen starb er mit 70 Jahren in einer Ulmer Klinik.

„Er konnte Sachen sagen, die jedem andern übelgenommen würden, aber er sagte sie – was nicht viele können – in einer Form, die jeder gerne hinnahm.“